# Terje Thorslund
Terje Thorslund (Estocolmo, Suecia, 15 de marzo de 1945) fue un atleta noruego de origen sueco especializado en la prueba de lanzamiento de jabalina, en la que consiguió ser medallista de bronce europeo en 1974.

## Carrera deportiva
En el Campeonato Europeo de Atletismo de 1974 ganó la medalla de bronce en el lanzamiento de jabalina, llegando hasta los 83.68 metros, siendo superado por el finlandés Hannu Siitonen (oro con 89.58 m) y el alemán Wolfgang Hanisch (plata).